# Lutins du court métrage
Les Lutins du court métrage est un organisme français créé par Stéphane Saint-Martin et Séverine Haïat en 1998, dont l'objectif est de promouvoir et diffuser les courts métrages auprès du grand public.
Les Lutins ont favorisé l’émergence de réalisateurs et de comédiens tels que François Ozon, Jérémie Renier, Ludivine Sagnier ou encore Sylvie Testud. Ils participent ainsi à la découverte des jeunes talents du cinéma français ou francophone.
Créée en 1998, « La nuit des Lutins » est une cérémonie de remise de prix récompensant les meilleures productions, artistes et techniciens de l'année ayant œuvré dans le court-métrage. Les catégories (meilleur film, réalisateur, scénario, costumes, décors, musique, acteur, etc.) sont en partie calquées sur celles des César. 
À la fin de l'année 2014, le site des Lutins du court métrage annonce la fin de cette manifestation, le désengagement de plusieurs partenaires et l'arrêt d'une subvention du C.N.C. interdisant de poursuivre cette action.

## Actions
La promotion du court métrage, souvent diffusé de façon confidentielle, est assurée par les Lutins grâce à différentes actions.
Chaque année, 2 000 professionnels du cinéma votent pour les 25 meilleurs courts métrages de l’année. Un Tour de France des Lutins est également organisé pour assurer la diffusion des meilleurs courts-métrages de l’année dans les cinémas Pathé et Gaumont de plus de vingt villes.
Une cérémonie, la Nuit des Lutins, a lieu chaque année au Théâtre national de Chaillot, et permet de récompenser les meilleurs courts métrages. Quinze prix honorifiques, artistiques ou techniques, sont attribués.
Les Lutins diffusent aussi des courts métrages à l'étranger par le biais des représentations françaises, notamment en Amérique latine, en Asie, en Espagne, au Maroc ou encore en Suisse.

## Palmarès de la Nuit des Lutins

### Lutin du meilleur film
- 1998 : La Bouche de Jean-Pierre de Lucile Hadzihalilovic
- 1999 :  Aïd el kebir de Karin Albou et Acide animé de Guillaume Bréaud
- 2000 : Salam de Souad El-Bouhati
- 2001 : À découvert de Camille Brottes
- 2002 : Ce vieux rêve qui bouge d'Alain Guiraudie
- 2003 : La Chatte andalouse de Gérald Hustache-Mathieu
- 2004 : L'Homme sans tête de Juan Solanas
- 2005 : Cousines de Lyes Salem
- 2006 : After Shave (Beyrouth après-rasage) d'Hany Tamba
- 2007 : Le Mammouth Pobalski de Jacques Mitsch et Le Mozart des pickpockets de Philippe Pollet-Villard
- 2008 : La Main sur la gueule d’Arthur Harari
- 2009 : Les Miettes de Pierre Pinaud
- 2010 : ¿ Dónde está Kim Basinger ? d'Édouard Deluc
- 2011 : Monsieur l'Abbé de Blandine Lenoir
- 2012 : Un monde sans femmes de Guillaume Brac

### Lutin du meilleur film d'animation
- 1999 : Le Cyclope de la mer de Philippe Jullien
- 2000 : Au bout du monde de Konstantin Bronzit
- 2001 : Yaourts mystiques de Sylvie Guérard
- 2002 : La Mort de Tau, de Jérôme Boulbès
- 2003 : La Peur du loup de Lionel Richerand
- 2004 :  La Méthode Bourchnikov de Grégoire Sivan
- 2005 : Obras d'Hendrick Dusollier
- 2006 : La Révolution des crabes d'Arthur de Pins
- 2007 : Histoire tragique avec fin heureuse de Regina Pessoa
- 2008 : Même les pigeons vont au paradis de Samuel Tourneux et Premier Voyage de Grégoire Sivan
- 2009 : Skhizein de Jérémy Clapin
- 2010 : Madagascar, carnet de voyage de Bastien Dubois
- 2011 : Logorama de François Alaux, Hervé de Crécy et Ludovic Houplain (H5)
- 2012 : Rubika de Claire Baudean, Ludovic Habas, Mickaël Krebs, Julien Legay, Chao Ma, Florent Rousseau, Caroline Roux et Margaux Vaxelaire

### Lutin du meilleur film étranger
- 2004 : Cet homme charmant (Der er en yndig mand) de Martin Strange-Hansen
- 2005 : Sueños/Rêves de Daniel Guzmán
- 2006 : Alice et moi de Micha Wald
- 2007 : Antonio’s Breakfast de Daniel Mulloy
- 2008 : ''Mauvaise Route (Auf der Strecke) de Reto Caffi

### Lutin du meilleur film documentaire
- 2011 : Birds Get Vertigo Too de Sarah Cunningham
- 2012 : Chaque jour et demain de Fabrice Main
- 2013 : Retour aux sources de Bernard Blancan

### Lutin du public
- 2009 : C'est dimanche ! de Samir Guesmi
- 2010 : Annie de Francia de Christophe Le Masne
- 2012 : Je pourrais être votre grand-mère de Bernard Tanguy

### Lutin de la meilleure réalisation
- 1998 : Lucile Hadzihalilovic pour La Bouche de Jean-Pierre
- 1999 : Delphine Gleize pour Sale Battars
- 2000 : Souad El-Bouhati pour Salam
- 2001 : Camille Brottes pour À découvert
- 2002 : Alain Guiraudie pour Ce vieux rêve qui bouge
- 2003 : Gérald Hustache-Mathieu pour La Chatte andalouse
- 2004 : Juan Solanas pour L'Homme sans tête
- 2005 : Olivier Masset-Depasse pour Dans l'ombre
- 2006 : Hany Tamba pour After Shave (Beyrouth après-rasage)
- 2007 : Jacques Mitsch pour Le Mammouth Pobalski
- 2008 : Elizabeth Marre et Olivier Pont pour Manon sur le bitume
- 2009 : Arnaud Bigeard pour 664 km
- 2010 : Édouard Deluc pour ¿ Dónde está Kim Basinger ?
- 2011 : Rudi Rosenberg pour Aglaée
- 2012 : Olivier Treiner pour L'Accordeur

### Lutin de la meilleure actrice
- 1998 : Liliane Rovère pour Le Sujet
- 1999 : Ludivine Sagnier pour Acide animé
- 2000 : Lucia Sanchez pour Un château en Espagne
- 2001 : Mélanie Leray pour Les Filles du 12 et Christine Murillo pour La Pomme, la figue et l'amande
- 2002 : Sophie Quinton pour Peau de vache
- 2003 : Sophie Quinton pour La Chatte andalouse
- 2004 : Marie-Laure Descoureaux pour Hymne à la gazelle
- 2005 : Anne Coesens pour Dans l'ombre
- 2006 : Emeline Becuwe pour Sous mon lit
- 2007 : Chantal Banlier pour Bonbon au poivre
- 2008 : Johanna ter Steege pour Magic Paris
- 2009 : Anne Coesens pour 664 km
- 2010 : Nanou Garcia pour Annie de Francia
- 2011 : Géraldine Martineau pour Aglaée
- 2012 : Vimala Pons pour J'aurais pu être une pute

### Lutin du meilleur acteur
- 1998 : Yasmine Belmadi pour Les Corps ouverts
- 1999 : Nassim Chouari pour Rue Bleue
- 2000 : Benoît Giros pour Un petit air de fête
- 2001 : Julien Boisselier pour À découvert
- 2002 : Denis Podalydès pour Candidature
- 2003 : Aurélien Recoing pour Loup !
- 2004 : Michel Vuillermoz pour L'Empreinte
- 2005 : Marc Barbé pour Du bois pour l'hiver
- 2006 : Frédéric Épaud pour Libre Échange
- 2007 : Serge Riaboukine pour La Leçon de guitare
- 2008 : Jean-François Stévenin pour Le Vacant
- 2009 : Vincent Rottiers pour 664 km
- 2010 : Philippe Rebbot pour ¿ Dónde está Kim Basinger ?
- 2011 : Xavier Gallais pour L'Amour-propre
- 2012 : Vincent Macaigne pour Un monde sans femmes

### Lutin du meilleur scénario
- 1998 : Balufu Bakupa-Kanyinda pour Le Damier - Papa-National Oyé !
- 1999 : Fabrice Faivre-Joly et Xavier Liébard pour Trompe-l'œil
- 2000 : Didier Bivel et Djamila Djabri pour Fais-moi des vacances, et Éric Guirado pour Un petit air de fête
- 2001 : Éric Jameux pour Faux Contact
- 2002 : Emmanuel Bourdieu et Marcia Romano pour Candidature
- 2003 : Gérald Hustache-Mathieu pour La Chatte andalouse
- 2004 : Juan Solanas pour L'Homme sans tête
- 2005 : Mathias Gokalp pour Le Droit Chemin
- 2006 : Hany Tamba pour After Shave (Beyrouth après-rasage)
- 2007 : Philippe Pollet-Villard pour Le Mozart des pickpockets
- 2008 : Marina de Van pour La Promenade
- 2009 : Hélier Cisterne et Gilles Taurand pour Les Paradis perdus
- 2010 : Édouard Delux, Olivier de Plas et David Roux pour ¿ Dónde está Kim Basinger ?
- 2011 : Nicolas Pariser pour La République
- 2012 : Olivier Treiner pour L'Accordeur

### Lutin du meilleur montage
- 2006 : Sou Abadi pour Bhaï bhaï
- 2009 : Jean-Christophe Bouzy pour 664 km
- 2010 : Frédéric Baillehaiche pour C'est gratuit pour les filles
- 2011 : Emmanuelle Pencalet pour Aglaée
- 2012 : Arnaud des Pallières pour Diane Wellington

### Lutin de la meilleure photo
- 2009 : Isabelle Dumas pour 664 km
- 2010 : Matyas Erdely pour L'Histoire de l'aviation
- 2011 : Pénélope Pourriat pour Monsieur l'Abbé
- 2012 : Julien Roux pour L'Accordeur

### Lutin du meilleur son
- 1998 : Olivier Dô Hûu pour La Bouche de Jean-Pierre
- 2009 : Bruno Auzet, Rémi Desclaux, Alain Féat et Didier Lozahic pour Tony Zoreil
- 2010 : Luc de la Selle, Fabien Devillers, Julien Maisonneuve, Sébastien Marquilly et Bruno Seznec pour L'Homme à la Gordini
- 2011 : Cédric Lionnet et Vincent Pateau pour C'est plutôt genre Johnny Walker

### Lutin de la meilleure musique originale
- 2009 : Gilles Alonzo pour Les Miettes
- 2010 : Baptiste Bouquin pour Un transport en commun
- 2011 : Vincent Pateau pour C'est plutôt genre Johnny Walker

### Lutin des meilleurs costumes
- 1998 : Natacha Diehl pour Tueurs de petits poissons
- 2009 : Claire Bégin pour Les Paradis perdus
- 2010 : Györgyi Szakacs pour L'Histoire de l'aviation
- 2011 : Claire Gérard-Hirne pour Monsieur l'Abbé

### Lutin des meilleurs effets spéciaux
- 2008 : Nieto pour Carlitopolis Redux
- 2009 : Jennifer Galewski pour Les Miettes
- 2010 : Bif pour Dix
- 2011 : Hendrick Dusollier pour Babel

### Lutin des meilleurs décors
- 1998 : Laurent Deroo pour Tueurs de petits poissons
- 2009 : Clément Colin pour Les Miettes
- 2010 : Sidney Dubois pour Les Astres noirs
- 2011 : Téophile de Montalivet pour Monsieur l'Abbé